# Anywhere I Lay My Head
Albums de Scarlett Johansson
Break Up
(2009)
Singles
Anywhere I Lay My Head est le premier album studio de Scarlett Johansson, sorti le 16 mai 2008. 
À l’exception d’une composition originale, l’album est constitué de reprises de Tom Waits.

## Tracklisting
1. "Fawn" – 2:32
2. "Town with No Cheer" – 5:03
3. "Falling Down" – 4:55
4. "Anywhere I Lay My Head" – 3:38
5. "Fannin Street" – 5:06
6. "Song for Jo" – 4:09
7. "Green Grass" - 3:33
8. "I Wish I Was in New Orleans" – 3:59
9. "I Don't Wanna Grow Up" – 4:11
10. "No One Knows I'm Gone" – 2:57
11. "Who Are You" – 4:49

iTunes Bonus tracks
1. "Yesterday Is Here"- 2:44
2. "I'll Shoot The Moon" - 4:11

## Classements
- États-Unis : #1 (Billboard Top Heatseekers)[1]; #124 (Billboard 200)[1]
- France :  #26[2] (14 900 exemplaires vendus)[3]